# شريفية (مشرحات)
شريفية (بالفارسية: شریفیه) هي قرية تقع في إيران في قسم مشرحات الريفي. يقدر عدد سكانها بـ 64 نسمة بحسب إحصاء 2016.